# Anaphalis marcescens
Anaphalis marcescens là một loài thực vật có hoa trong họ Cúc. Loài này được (Wight) C.B.Clarke mô tả khoa học đầu tiên năm 1881.